# Domenciol (germà de Focas)
Domenciol   (segle VI - 610) va ser germà de l'emperador romà d'Orient Focas.
Focas i la seva família probablement eren d'origen tracio-romà. La mare de Focas i Domencíol es deia Domentzia. Es coneix un tercer germà, anomenat Comencíol.
L'any 603, Focas va nomenar Domencíol com el seu magister officiorum, càrrec que va continuar ocupant durant tot el regnat de Focas. L'any 610, davant la revolta d'Heracli, Domencíol va ser enviat per Focas a ocupar la muralla anastasiana. Tanmateix, quan va saber que la flota d'Heracli havia arribat a Abydos, va fugir a Constantinoble. Després de l'enderrocament i l'execució de Focas, ell també va ser executat per ordre d'Heracli, però el seu fill, el general i curopalata Domencíol, va ser perdonat per intercessió de Teodor de Sicion.